# Schönderling
Schönderling ist ein Gemeindeteil des Marktes Schondra im unterfränkischen Landkreis Bad Kissingen in Bayern.

## Geographische Lage
Durch das Kirchdorf verläuft die Kreisstraße KG 33, die westwärts in die Bundesstraße 27 mündet und in nordöstlicher Richtung nach Schondra führt. Westlich des Ortes führt die B 27 nordwärts über Buchrasen, Unterleichtersbach und Oberleichtersbach nach Bad Brückenau und südwärts über Neuwirtshaus (Gemeindeteil von Wartmannsroth) und Untererthal (Gemeindeteil von Hammelburg) nach Hammelburg. Östlich von Schönderling verlaufen in Nord-Süd-Richtung die A 7 und die B 286; beide bilden nördlich von Schönderling die Anschlussstelle 95 Bad Brückenau/Wildflecken.
Außerdem verläuft der Fränkische Marienweg durch den Ort.

## Geschichte
Die erste bekannte Erwähnung von Schönderling erfolgte als „zu Schuenterlingen“ im Jahr 1317 in der Besitzliste des Adelsgeschlechtes der Henneberger. Der Ortsname bedeutet „Klein-Schondra“, da er von Schondra aus besiedelt wurde.
Während Schönderling von Anfang an Filiale der Pfarrei Schondra war, war es in politischer Hinsicht selbstständig. Zu Schönderling gehörten zudem die Weiler Münchau, Obergeiersnest, Untergeiersnest und Schmittrain. Im 16. Jahrhundert erfuhr der Ort im Besitz des Klosters Thulba starkes Wachstum.
Im Jahr 1816 ging Schönderling an das Königreich Bayern.
Im Jahr 1895 entstand das örtliche Schulhaus; am 23. Oktober 1932 fand die Einweihung der St.-Josefs-Kirche statt. Im Jahr 1962 wurde die Verbindungsstraße nach Schondra gebaut.
Am 1. Mai 1978 wurde Schönderling im Rahmen der Gebietsreform in Bayern nach Schondra eingemeindet.

## Sehenswertes

### Bauwerke
Siehe Liste der Baudenkmäler in Schönderling

### Naturdenkmal
Hannesebuche am Ortsrand